# Maardu
Maardu er en by i Harjumaa amt i det nordlige Estland. Byen indgår i Tallinns storbyområde.
Maardu har et indbyggertal på ca. 17.017 (2024) indbyggere. Byen ligger ved kysten til Den Finske Bugt.
Maardu fik stadsrettigheder i 1980.